# The Medicine Bottle
The Medicine Bottle è un cortometraggio muto del 1909 diretto da David W. Griffith.

## Trama
Dopo aver lasciato a casa la figlia che si occupa di sua madre malata, la signora Ross - recatasi a un ricevimento - si accorge di avere lasciato le medicine sbagliate. Disperata, cerca di contattare la figlia prima che sia troppo tardi.

## Produzione
Il film fu prodotto dall'American Mutoscope & Biograph.

## Distribuzione
Il copyright del film, richiesto dall'American Mutoscope and Biograph Co., fu registrato il 26 marzo 1909 con il numero H124890.
Distribuito dall'American Mutoscope & Biograph, il film - un cortometraggio della durata di cinque minuti - uscì nelle sale USA il 29 marzo 1909.
Nelle proiezioni, veniva programmato con il sistema dello split reel, accorpato in un'unica bobina con un altro cortometraggio prodotto dalla Biograph diretto da Griffith, Jones and His New Neighbors.
Non si conoscono copie ancora esistenti della pellicola che viene considerata presumibilmente perduta.